# 萬順路
萬順路（Wanshun Rd.）是屏東縣萬丹鄉的東西向主要幹道。為台88線下之平面側車道，全線屬市道188號。本道路共分成二段，連結萬丹市郊。西起於崙頂路口接萬大大橋往高雄市大寮、鳳山區。途中經過萬丹交流道並與屬台27線的中興路一、二段交叉，可轉往萬丹市區、屏東市、新園鄉及東港鎮。東於橫跨麟洛溪過萬丹、竹田鄉界由鳳新路接續。為萬丹鄉往來竹田鄉的主要道路，也是高雄市、屏東縣兩地之間往來重要的省道快速公路橋下路段之一。

## 行經行政區域
（由西至東）
- 萬丹鄉
- 竹田鄉

## 分段
萬順路共分成二段，屬 市道188號的一部分（ 台88線橋下側車道）：
- 二段：西起於崙頂路口接萬大大橋。東於中興路一、二段路口接一段。
- 一段：西於中興路一、二段路口接二段，東於橫跨麟洛溪接竹田鄉鳳新路。

## 歷史
台88線於1999年至2000年初採高架工程正式動工，2000年11月8日大寮－萬丹段先行開放通車。後橋下平面道路萬丹－竹田段（萬順路）於2003年7月21日開放通車。2004年1月10日台88線與下方平面道路全線正式通車。並於2005年3月29日行政院公告正式編入快速公路橋下縣道系統，將萬順路編號為今日之縣道188號。

## 沿線設施
（由西至東）
- 萬大大橋
- 崙頂河堤公園
- 屏51線崙頂路
- 崙頂社區
- 屏51-1線聖賢路
- 屏56線保香路、新社路
- 萬丹交流道
- 中興路一、二段
- 水泉社區
- 新庄社區
- 屏59-1線泉興路
- 屏59線萬新路

## 參照
1. ↑  .   [2014-03-02]. （原始内容存档于2020-03-11）.

## 外部連結
- 交通部公路總局 （页面存档备份，存于）